# El premio No-vel
El premio No-vel es una historieta firmada en 1989, pero serializada en 1990 del dibujante de cómics español Francisco Ibáñez perteneciente a la serie Mortadelo y Filemón.  

## Sinopsis
Un traficante de drogas chino llamado Ten-go-pis acaba de salir de la cárcel. 
Quiere vengarse de la sociedad que lo encarceló, y como en treinta años él no vel nada, crea mediante su fortuna El premio No-Vel (una imitación de los Premios Nobel). 
Va dirigido a los delincuentes que cometan las peores fechorías, y, por seguir la parodia de los Nobel, hay un No-vel de Medicina (para quien mate a más gente a base de medicamentos adulterados) o un No-vel de la Guerra, que parodia al Premio Nobel de la Paz (para quien provoque más conflictos y guerras)....
Mortadelo y Filemón deberán capturar a Ten-go-pis.

## En otros medios
- Ha sido adaptado al completo en el episodio de la serie de televisión sobre los personajes, aunque recibe el nombre La venganza de Tengo-Pis.[2]